# Ногаев, Фёдор Дзабоевич
Фёдор Дзабо́евич Нога́ев (20 сентября 1930, Владикавказ, Северо-Кавказский край — 19 февраля 2010, Владикавказ) — советский фрезеровщик завода «Магнит». Герой Социалистического Труда.

## Биография
Родился в 1930 году в Орджоникидзе, Северо-Осетинской АССР.
52 года трудился фрезеровщиком на Орджоникидзевском мотороремонтном заводе, впоследствии переименованном в завод «Магнит».
Автор 55 рационализаторских предложений. В 1956 и в 1957 годах — его усовершенствования экспонировались на ВДНХ СССР.
В 1964 году он окончил двухгодичный факультет журналистики при вечернем университете горкома партии. Публиковался в республиканских газетах и в газете «Правда».
Избирался депутатом — сначала Промышленного райсовета, потом Орджоникидзевского горсовета нескольких созывов, и наконец депутатом Верховного Совета СССР X созыва (1979—1984 гг.) и членом бюро Северо-Осетинского обкома КПСС. С 1985 года — депутат Верховного Совета Северо-Осетинской АССР XI созыва.
Похоронен на Аллее Славы в Красногвардейском парке Владикавказа

## Награды
- Герой Социалистического Труда (1970 г.) — за выдающиеся успехи в досрочном выполнении заданий IX пятилетки
- Орден «За заслуги перед Отечеством» IV степени (6 января 1995 года) — за заслуги перед государством, успехи, достигнутые в труде, науке, культуре, искусстве, большой вклад в развитие дружбы и сотрудничества между народами[2]
- Орден Ленина (1970 г.)
- Орден Трудового Красного Знамени (1966 г.) — за успешное выполнение заданий седьмой пятилетки
- Медаль Во Славу Осетии
- Почётный гражданин г. Владикавказ
- 2 бронзовые медали ВДНХ СССР (1956 г., 1957 г.) — за активную рационализаторскую работу
- Почётная грамота Президиума Верховного Совета Северо-Осетинской АССР (1958 г) — за высокую производительность труда и качество продукции
- Почётная грамота Министерства электронной промышленности СССР (1970 г.)
- Знак «Активист печати» от редакции и издательства газеты «Правда» (1985 г)